# 发秆薹草
发秆薹草（学名：Carex capillacea），又名單穗薹，为莎草科薹草属下的一个种。分布在印度尼西亚、日本、菲律宾、台湾岛、缅甸、泰国以及中国大陆的安徽、浙江、福建、江西、云南等地，生长于海拔200米至3,580米的地区，多生长在山坡湿草地，目前尚未由人工引种栽培。

## 异名
- Carex capillacea Boott var. linzensis Y. C. Yang
- Carex capillacea Boott var. yunnanensis Franch.

## 扩展阅读
維基物種上的相關：发秆薹草